# Костадин Ганев
Костадин Ганчев Ганев е български физик, член-кореспондент на Българската академия на науките от 2014 година и заместник-председател на Академията от 2017 година.

## Биография
Костадин Ганев е роден на 14 октомври 1953 г. в София. През 1978 г. завършва специалност физика във Физическия факултет на Софийски университет „Св. Климент Охридски“.
От същата година работи в Геофизическия институт на БАН (днес Национален институт по геофизика, география и геодезия), като последователно преминава през всички академични длъжности. През 1984 г. защитава образователната и научна степен „доктор“, а през 2009 г. – доктор на науките. Избран е за член-кореспондент на БАН през 2014 г. На заседание на Общото събрание на БАН на 9 януари 2017 година е избран за заместник-председател на Академията.
Неговите области на научен интерес включват мезомащабната атмосферна динамика, динамиката на планетарния граничен слой, пренос на замърсяване в атмосферата и изучаване качеството на въздуха. Костадин Ганев има дългогодишен експертен опит в областта на контрола и управлението на качеството на въздуха и участва и ръководи разработването на национални регулаторни методики в тази област.
Към февруари 2020 година чл.-кор. Костадин Ганев има индексирани над 100 научни публикации в международни списания и поредици, с над 370 цитирания, и h-index 7 (с изключени самоцитирания). Главен редактор е на списанието на НИГГГ „Bulgarian Geophysical Journal“ („Българско геофизично списание“).